# 孝义镇 (文水县)
孝义镇，是中华人民共和国山西省吕梁市文水县下辖的一个乡镇级行政单位。

## 行政区划
孝义镇下辖以下地区：
孝义村、马村、马东村、桥头村、乐村、北夏祠村、东夏祠村、西夏祠村、上贤村、北武度村、南武度村和平陶村。